# سقوط الصقر الأسود
سقوط الصقر الأسود (بالإنجليزية : Black Hawk Down)، فيلم حربي أمريكي من إخراج ريدلي سكوت وبطولة جوش هارتنت. أنتج الفيلم سنة 2001 وهو من إنتاج شركة كولومبيا بيكشر الأمريكية، ويتحدث الفيلم عن الحرب في الصومال وعملية تحرير طاقم الطائرة التي سقطت بضربة القاذفة أر بي جي، صُور الفيلم في مدينتي سلا المغربية .

## وصلات خارجية
- الموقع الرسمي
- سقوط الصقر الأسود على موقع IMDb (الإنجليزية)
- سقوط الصقر الأسود على موقع ميتاكريتيك (الإنجليزية)
- سقوط الصقر الأسود على موقع الموسوعة البريطانية (الإنجليزية)
- سقوط الصقر الأسود على موقع روتن توميتوز (الإنجليزية)
- سقوط الصقر الأسود على موقع نتفليكس (الإنجليزية)
- سقوط الصقر الأسود على موقع قاعدة بيانات الأفلام العربية
- سقوط الصقر الأسود على موقع ألو سيني (الفرنسية)
- سقوط الصقر الأسود على موقع Turner Classic Movies (الإنجليزية)
- سقوط الصقر الأسود على موقع أول موفي (الإنجليزية)
- سقوط الصقر الأسود على موقع بوكس أوفيس موجو (الإنجليزية)